# 南华中学
南华中学（Nan Hua High School）是位于新加坡的一所4年制自治中学。

## 历史

### 南华女学校
南华中学前身为南华女学校，于1917年4月17日由粤籍先贤熊尚父创立，提倡为华侨女子提供平等与正规的教育。建校初期，学校收生人数100人。由于位于哥罗门街（Coleman Street）的校舍太小，不足需求，1921年南华女学校搬迁至明古连街（Bencoolen Street）。1924年，因经费不足，南华女学校暂时关闭，在华商与当地华侨的支持下，南华女学校才得以重新开办。
1928年，南华女学校开办了师范课程，并在1941年设立位于亚迪斯（Adis Road）路的主校，开办师范课程及一些小学课程，明古连街分校则指开办小学课程。
二战期间，南华关闭，日军用南华主校为总部。

### 南华女子中学校
新加坡光复后，南华筹款重建校舍，并开办高中课程。1956年，南华女学校（Nan Hwa Girls' School）主校改称“南华女子中学校”（Nan Hwa Girls' High School），1964年停收小学学生。分校则为现今南华小学。
新加坡独立后，由于新加坡的人口中心转至郊区，位于市区的南华收生逐年减少，故南华校董部1983年搬到金文泰新镇。翌年南华招收男生，并易名为“南华中学”。

### 转型为政府学校
由于校董部无法缴付搬迁的费用，1986年4月1日，南华校董部把学校管理交给新加坡政府，从政府资助学校改制为政府中学。南华也因此结束了纯华校的传统，并入主流学校的行列，全面以英语为行政和教学语言。 1986年至2000年，南华完全打压了其华校背景，校歌也在校长的施压下被强行翻译为纯英语。
1999年，华文教育改革委员会建议南华成为特选学校。在教育部的批准下，南华于2000年起成为特选中学。
2004年，南华再一次搬迁至现有的金文泰一道41号的校舍，隔年由新加坡总理李显龙正式开幕，重现其华校风采。2006年，南华改制成为自治中学。

## 校舍
南华占地30万平方尺，坐落于小山坡上，以1千281万新币建造。校园内建有养正大讲堂，生态花园及西区第一校区中华文化中心。

## 著名校友
- 冯月桂， 南华小学前校长
- 冯焕好， 南洋初级学院前院长
- 洪俊扬， 歌手
- 陈邦鋆， 演员
- 王敏慈，2023香港小姐季軍